# Нижнесилезское воеводство
Нижнесиле́зское воево́дство (пол. Województwo dolnośląskie, сил. Wojewůdztwo dolnoślůnske) — воеводство на юго-западе Польши. Столица — Вроцлав. Образовано в 1999 году путём слияния территорий Вроцлавского, Легницкого, Еленегурского, Валбжихского и частично Лешненского и Калишского воеводств. Воеводство занимает запад исторической Силезии или бо́льшую часть Нижней Силезии, а также Клодзкой земли, восточной Верхней Лужицы и небольшую часть исторической Саксонии (Богатыня и окрестности).

## История
Нижнесилезское воеводство образовано в 1999 году слиянием территорий воеводств предыдущего административного деления:
- Еленегурского (в полном объёме);
- Легницкого (в полном объёме);
- Валбжихского (в полном объёме);
- Вроцлавского (в полном объёме);
- Калишского (гмины Олесницкого повята: Дзядова-Клода, Мендзыбуж, Сыцув);
- Лешненского (гмины Гурувского повята).

## География
По состоянию на июль 2014 года площадь воеводства составляет 19 946,74 км², то есть 6,4 % от площади всей Польши.
По состоянию на 31 декабря 2012 года в Нижнесилезском воеводстве леса покрывают 591,3 тыс. га, что составляет 29,6 % площади воеводства. 9,7 тыс. га леса находится здесь в пределах национальных парков.

## Административные границы
Нижнесилезское воеводство граничит:
- на западе — с Германией (федеральная земля Свободное государство Саксония);
- на юге — с Чехией (Либерецким, Краловеградецким, Пардубицким и Оломоуцким краями);
- на востоке — с Опольским воеводством;
- на севере — с Великопольским воеводством;
- на северо-западе — с Любушским воеводством.

## Физико-географическое положение
Нижнесилезское воеводство включает фрагменты Среднеевропейской равнины (макрорегионы: Силезско-Лужицкая низменность, Южновеликопольськая низменность, Милицко-Глоговская низменность, Требницкий Вал и Силезская равнина) и Чешского массива (макрорегионы: Предгорья Судетские, Предгорья Западносудецкие, Западные, Центральные и Восточные Судеты).

## Историческое расположение
Территория Нижнесилезского воеводства включает в себя большую часть Нижней Силезии, Клодзкой земли, восточную часть Верхней Лужицы и небольшую часть Саксонии.

## Топография
В направлении север-юг воеводство протянулось на 190 км, то есть на 1° 42′ 31″ в угловом измерении. С востока на запад протяженность воеводства составляет 208 км, что в угловом измерении составляет 2° 58′ 40″. Рельеф поверхности территории воеводства преимущественно низменный (средняя высота 248,4 м над уровнем моря): 74,7 % поверхности воеводства лежит ниже 300 м, 0,5 % поверхности — выше 1000 м над уровнем моря.
Самой высокой точкой воеводства является гора Снежка — 1603 м над уровнем моря. Самой низкой точкой является дно долины Одры в окрестностях деревни Добжеёвице — 69 м над уровнем моря.

## Водное хозяйство
Практически вся территория Нижней Силезии находится в бассейне реки Одры (98,866 % от площади воеводства), относящейся к водосбору Балтийского моря. Другие части территории лежат в бассейне Эльбы (1,130 %), относящейся к водосбору Северного моря, и бассейне реки Дунай (0,004 %), принадлежащей водосбору Чёрного моря. Большие реки: Одра и её притоки Барыч, Бубр с Квисой, Быстшица, Качава, Ныса-Клодзка, Ныса-Лужицка, Олава, Сленза и Видава.
Самым большим озером является Куницкое — 0,95 км², включённое в Поозерье Легницькое. Наибольший искусственный водоём — озеро Метковськое — создан в 1986 году на Быстшице — 9,29 км². На северо-восточной части воеводства находится большое скопление прудов Милицких — ок. 77 км², среди которых Ян, Незгода, Рыжи, Солнечный Верхний пруд, пруд Слупицкий Большой и самый большой Грабовница — площадью 2,83 км².

## Климат
Среднегодовая температура в воеводстве составляет 7,7 °C (с учётом только низменной части — до 300 м над уровнем моря — температура поднимается до 8,2 °C). В самом холодном месяце (январь) средняя температура составляет −3,2 °C (в некоторых низинах −2,9 ° С), а в теплом (июль) достигает 17,3 °C (17,9 °C). Среднегодовое количество осадков атмосферных составляет 595,2 мм (568,9 мм на низменности). В самый сухой месяц (январь) сумма осадков составляет 30,0 мм (28,9 мм), в самый влажный (июль) достигает 82,0 мм (79,0 мм). Среднегодовой коэффициент увлажнения для всего воеводства — 0,8, для низменной части — 0,7.

## Природные ресурсы
Нижнесилезское воеводство — один из самых богатых полезными ископаемыми регионов Польши. Добыча руд в шахтах началась ещё в начале XII века. Благодаря близости геологически сложных гор Судет и их предгорий, в рельефе воеводства находится большинство из известных в стране полезных ископаемых. Полезные ископаемые воеводства делятся на: энергетические, металлургические, горно-химическое сырьё и строительные материалы.

### Энергетические полезные ископаемые
Небольшие месторождения природного газа эксплуатируются в регионе Гура — Жмигруд — Милич, залежи каменного угля расположены в Нижнесилезском угольном бассейне, который перестал эксплуатироваться в 2000 году, в то же время месторождения бурого угля расположены в западной части региона, и в настоящее время эксплуатируются только в угольной шахте Туров.

### Металлические полезные ископаемые
Из 14 задокументированных месторождений меди добыча осуществляется в 6 из них — в Легницько-Глоговском медном округе. Никелевые руды добывались в окрестностях Зомбковице-Слёнске, но шахты практически выработаны, последние залежи перестали эксплуатироваться в 1983 году. Запасы золота разведаны в Нижней Силезии, поблизости от Злоты-Стока, Львувека-Слёнски, Злоторыя и Легницы. Однако концентрация золота в известных месторождениях делает его промышленную добычу невыгодной. Добыча мышьяка у Злоты-Стока прекращена в 1960 году. В Йизерских горах известны также залежи олова, но из-за низкого качества руды в настоящее время не разрабатываются.

### Горно-химическое сырьё
Шахты по добыче барита и флюоритов закрыты в конце 90-х годов. Залежи гипса и ангидрита зарегистрированы в окрестностях Львувека-Слёнски и Болеславца, в настоящее время работают две шахты. Залежь галита разведана в Сирожовичах.

### Строительные материалы
В настоящее время для нужд промышленности и дорожного строительства добываются магматические глубинные породы (гранитоиды, габбро) и вулканические (базальт, порфир, мелафиры), осадочные породы (песчаник, граувакка, известняк и доломит) и метаморфические породы (гнейсы, амфиболиты, серпентиниты, мрамор). Исключително в Нижней Силезии добываются модульные граниты, сиениты, габбро, мелафиры, амфиболиты, серпентиниты, мрамор и доломиты. Гранитоиды добываются в массивах Стшегомском, Стжелинском, Карконоском и в районе Немча. Выступы габбро находятся вблизи Собутка, Брашовиц и Нова-Руда.

## Администрация и политика

### Воеводы
Органом правительственной администрации является воевода, назначаемый премьер-министром. Резиденция воеводы располагается во Вроцлаве; действуют также и три местных представительства воеводы — в Еленя-Гуре, Легнице и Валбжихе.
| Имя                   | Имя              | Начало полномочий | Окончание полномочий | Партия                                              |
| --------------------- | ---------------- | ----------------- | -------------------- | --------------------------------------------------- |
|                       | Витольд Крохмаль | 4 января 1999     | 22 октября 2001      | Избирательная Акция Солидарность                    |
|                       | Рышард Наврат    | 22 октября 2001   | 21 марта 2003        | Союз демократических левых сил                      |
| Станислав Лопатовский | 31 марта 2003    | 21 декабря 2005   |                      | Союз демократических левых сил                      |
|                       | Кшиштоф Гжельчик | 21 декабря 2005   | 29 ноября 2007       | Право и Справедливость                              |
|                       | Рафал Юрковланец | 29 ноября 2007    | 1 декабря 2010       | Гражданская платформа                               |
| Александр Скорупа     | 28 декабря 2010  | 10 марта 2014     |                      | Гражданская платформа                               |
| Томаш Смолаж          | 11 марта 2014    | 8 декабря 2015    |                      | Гражданская платформа                               |
|                       | Павел Греняк     | 8 декабря 2015    | 11 ноября 2019       | Право и справедливость                              |
| Ярослав Обремский     | 5 декабря 2019   | 22 декабря 2023   |                      | Право и справедливость                              |
|                       | Мацей Авижень    | 22 декабря 2023   | 26 ноября 2024       | Гражданская платформа                               |
|                       | Анна Жабска      | 26 ноября 2024    |                      | беспартийная (по рекомендации Гражданской коалиции) |

### Сеймик
Законодательным органом Нижнесилезского воеводства является Сеймик, состоящий из 36 депутатов. Сеймик выбирает исполнительный орган воеводства, — воеводское правление (пол. Zarząd województwa), состоящее из 5 членов во главе с воеводским маршалом. Местом расположения сеймика является Вроцлав.

### Воеводское правление
Нижнесилезское воеводское правление – высший орган исполнительной власти воеводства, состоящий из 5 членов и  избираемый сеймиком из числа его депутатов.
Нижнесилеское воеводское правление VI созыва
| Имя                 | Имя                 | Должность                                      | Партия                                         | Период полномочий | Период полномочий |
| Имя                 | Имя                 | Должность                                      | Партия                                         | Начало            | Окончание         |
| ------------------- | ------------------- | ---------------------------------------------- | ---------------------------------------------- | ----------------- | ----------------- |
|                     | Цезарий Пшибыльский | Маршал воеводства                              | Беспартийные активисты местного самоуправления | 19 ноября 2018    | ныне в должности  |
|                     |                     |                                                |                                                |                   |                   |
|                     | Мартин Гвужджь      | Вице-маршал                                    | Право и справедливость                         | 19 ноября 2018    | 13 октября 2019   |
| Мартин Кшижановский | Вице-маршал         | Право и справедливость                         | 19 ноября 2018                                 | ныне в должности  |                   |
|                     | Михал Бобовец       | Член правления                                 | Беспартийные активисты местного самоуправления | 19 ноября 2018    | 16 июня 2020      |
| Тимотеуш Мырда      | Член правления      | Беспартийные активисты местного самоуправления | 19 ноября 2018                                 | ныне в должности  |                   |
|                     | Гжегож Мацко        | Вице-маршал                                    | Право и справедливость                         | 24 октября 2019   | ныне в должности  |
|                     | Павел Выберала      | Член правления                                 | Беспартийные активисты местного самоуправления | 25 июня 2020      | 1 апреля 2021     |
| Кшиштоф Май         | Член правления      | Беспартийные активисты местного самоуправления | 25 ноября 2021                                 | ныне в должности  |                   |

### Маршалы
Маршал (Маршалок) избирается сеймиком и является главой воеводского правоения – органа исполнительной власти воеводства.
| Имя              | Имя                 | Начало полномочий | Окончание полномочий | Партия                                         |
| ---------------- | ------------------- | ----------------- | -------------------- | ---------------------------------------------- |
|                  | Ян Вашкевич         | 1 января 1999     | 28 декабря 2001      | Избирательная Акция Солидарность               |
|                  | Эмилиан Станьчишин  | 28 декабря 2001   | 31 января 2003       | Союз свободы                                   |
|                  | Хенрик Голенбевский | 31 января 2003    | 25 августа 2004      | Союз демократических левых сил                 |
|                  | Павел Врублевский   | 25 августа 2004   | 7 декабря 2006       | Право и справедливость                         |
|                  | Анджей Лось         | 7 декабря 2006    | 5 марта 2008         | Гражданская платформа                          |
| Марек Лапиньский | 5 марта 2008        | 1 декабря 2010    |                      | Гражданская платформа                          |
| Рафал Юрковланец | 1 декабря 2010      | 12 февраля 2014   |                      | Гражданская платформа                          |
|                  | Цезарий Пшибыльский | 13 февраля 2014   |                      | Беспартийные активисты местного самоуправления |

## Экономика
В 2012 году валовой внутренний продукт Нижнесилезского воеводства составил 138,3 млрд. злотых, что составило 8,2 % от ВВП Польши. ВВП на 1 жителя составил 47 400 zł (113,1 % от среднего по стране), — по этому показателю воеводство заняло второе место среди всех регионов страны. По данным Евростата, в 2009 году ВВП на 1 жителя Нижнесилезского воеводства, по паритету покупательной способности, составил 61,9 % от среднего ВВП в странах Евросоюза. В то время как ВВП воеводства без добавленной стоимости в 2009 году составил 37,9 % от среднего ВВП ЕС (8 900 евро на душу населения по сравнению с 23 500 евро в среднем по ЕС).
В 2010 году стоимость продаж в промышленности воеводства составила 89,3 млрд. злотых, это 9,1 % всей польской промышленности. Продажа продукции строительной и монтажной промышленности составила 13,0 млрд злотых, что составило 8,1 % от общепольских продаж.
Среднемесячная заработная плата на душу населения в Нижнесилезском воеводстве в 3-м квартале 2011 года составила 3 584,44 злотых брутто, что вывело воеводство на 4-е место по отношению ко всем регионам Польши.
В конце марта 2012 года безработными зарегистрированы около 160 тыс. жителей, уровень безработицы составлял 13,4 %. В конце января 2014 года уровень безработицы составил 13,8 %, а в конце октября 2014 — 10,6 %.
По данным 2011 года 4,7 % населения в домашних хозяйствах воеводства находились ниже уровня бедности.
В воеводстве функционирует несколько особых экономических зон.
В списке традиционных продуктов находится 44 наименования, производимых в пределах воеводства.
В регионе расположены восемь пивных заводов: Spiż, Doctor Brew i Browar Stu Mostów во Вроцлаве, Widawa в Храставе Малой, Lwówek в Львувек-Слёнски, Browarnia в Субботцах, Jamrozowa Polana в Душниках-Здруе и Browar Jedlinka в Едлина-Здруе.
Во Вроцлаве находится производство алкогольных напитков — Polmos Wrocław.

## Туризм
Крупнейший город Вроцлав — столица воеводства и исторической Силезии. В городе находится Зал Столетия, внесенный в список ЮНЕСКО; исторический центр Вроцлава охраняется как исторический памятник; среди других достопримечательностей: Рацлавицкая Панорама, Вроцлавский фонтан, Японский сад, старейший и крупнейший в Польше зоопарк, Ботанический сад.
В список ЮНЕСКО также включен Костел Покоя в Свиднице и Яворже.
Воеводство славится очень большим количеством замков и дворцов. В частности, здесь находится дворцово-замковый комплекс Эккерсдорф.
В сравнении с другими регионами Польши, Нижнесилезское воеводство располагает наибольшим количеством курортов.
Очень часто посещается туристами гора Пещерный медведь в массиве Снежка.

## Население
Население — 2 909 997 жителей (по состоянию на 31 декабря 2013 года).

## Административное деление
В состав воеводства входит 26 поветов и 4 города на правах повета.
| №  | Герб | Повят          | Адм. центр         | Площадь [км²] | Население (2013) |
| -- | ---- | -------------- | ------------------ | ------------- | ---------------- |
| 1  |      | Болеславецкий  | Болеславец         | 1303,26       | 90 306           |
| 2  |      | Валбжихский    | Валбжих            | 514,18        | 57 834           |
| 3  |      | Волувский      | Волув              | 675           | 47 569           |
| 4  |      | Вроцлавский    | Вроцлав            | 1116,15       | 127 896          |
| 5  |      | Глогувский     | Глогув             | 443,06        | 90 302           |
| 6  |      | Гурувский      | Гура               | 738,11        | 36 391           |
| 7  |      | Дзержонювский  | Дзержонюв          | 478,34        | 104 613          |
| 8  |      | Згожелецкий    | Згожелец           | 838,11        | 93 158           |
| 9  |      | Злоторыйский   | Злоторыя           | 575,45        | 45 056           |
| 10 |      | Зомбковицкий   | Зомбковице-Слёнске | 801,75        | 67 875           |
| 11 |      | Каменногурский | Каменна-Гура       | 396,13        | 45 039           |
| 12 |      | Карконоский    | Еленя-Гура         | 628,21        | 65 171           |
| 13 |      | Клодзский      | Клодзко            | 1643,37       | 164 680          |
| 14 |      | Легницкий      | Легница            | 744,6         | 54 869           |
| 15 |      | Любаньский     | Любань             | 428,19        | 56 117           |
| 16 |      | Любинский      | Любин              | 711,99        | 106 512          |
| 17 |      | Львувецкий     | Львувек-Слёнски    | 709,94        | 47 317           |
| 18 |      | Миличский      | Милич              | 715,01        | 37 320           |
| 19 |      | Олесницкий     | Олесница           | 1049,74       | 106 088          |
| 20 |      | Олавский       | Олава              | 523,73        | 75 793           |
| 21 |      | Польковицкий   | Польковице         | 779,93        | 63 240           |
| 22 |      | Свидницкий     | Свидница           | 742,89        | 160 932          |
| 23 |      | Стшелинский    | Стшелин            | 622,27        | 44 393           |
| 24 |      | Сьродский      | Сьрода-Слёнска     | 703,68        | 52 445           |
| 25 |      | Тшебницкий     | Тшебница           | 1025,55       | 83 041           |
| 26 |      | Яворский       | Явор               | 581,25        | 52 070           |

## Экономика
Добывающая промышленность представлена добычей меди, бурого угля, щебня и гравия.

## Экология
Национальные парки:
- Карконошский
- Гор Столовых

## Галерея

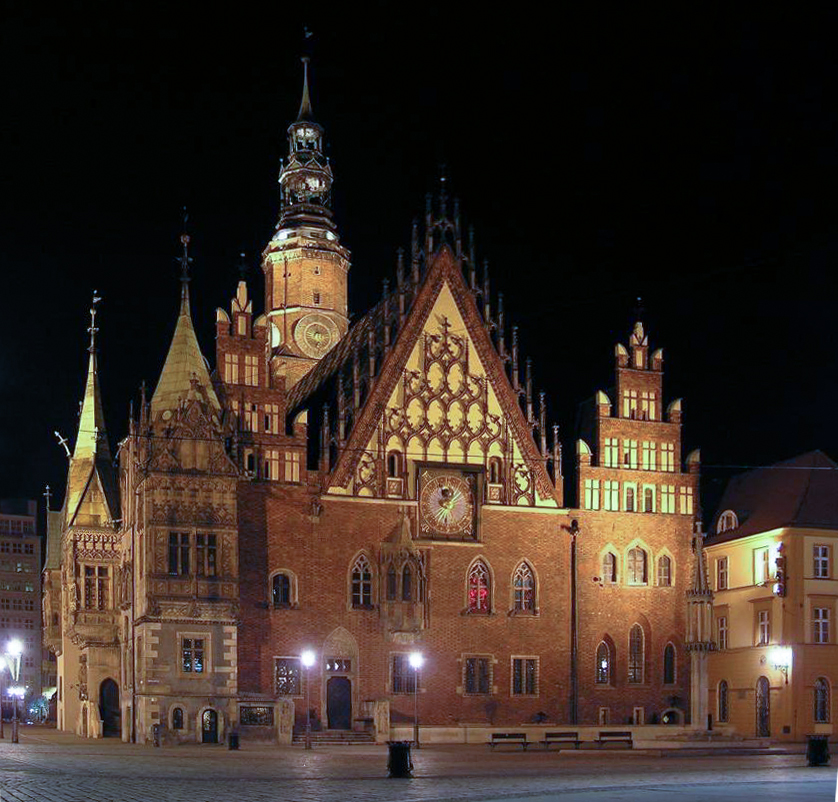
Вроцлавская ратуша
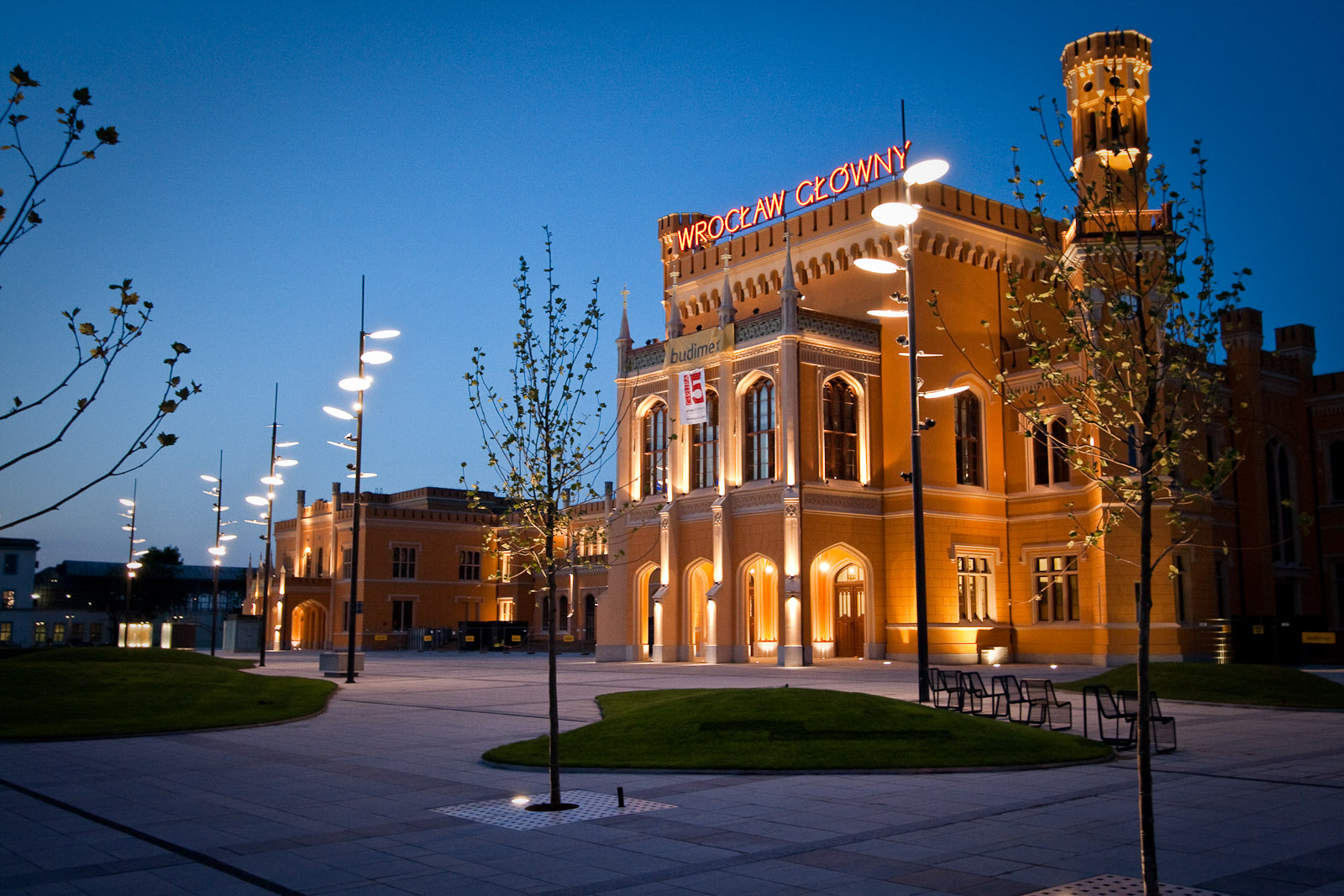
Вроцлавский вокзал — главный логистический хаб
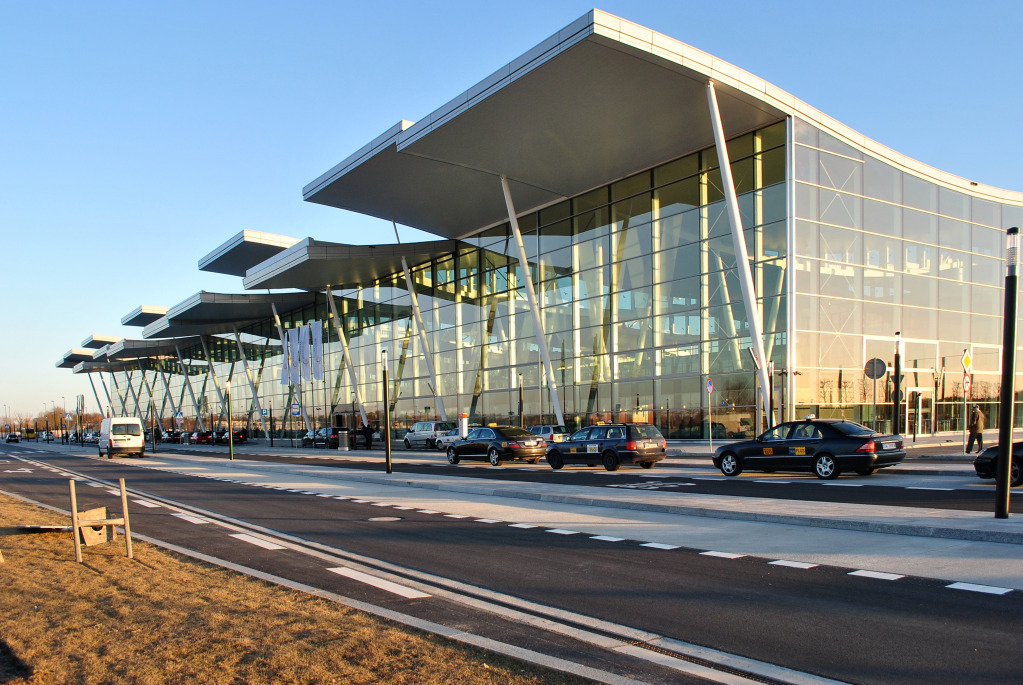
Вроцлавский аэропорт имени Коперника
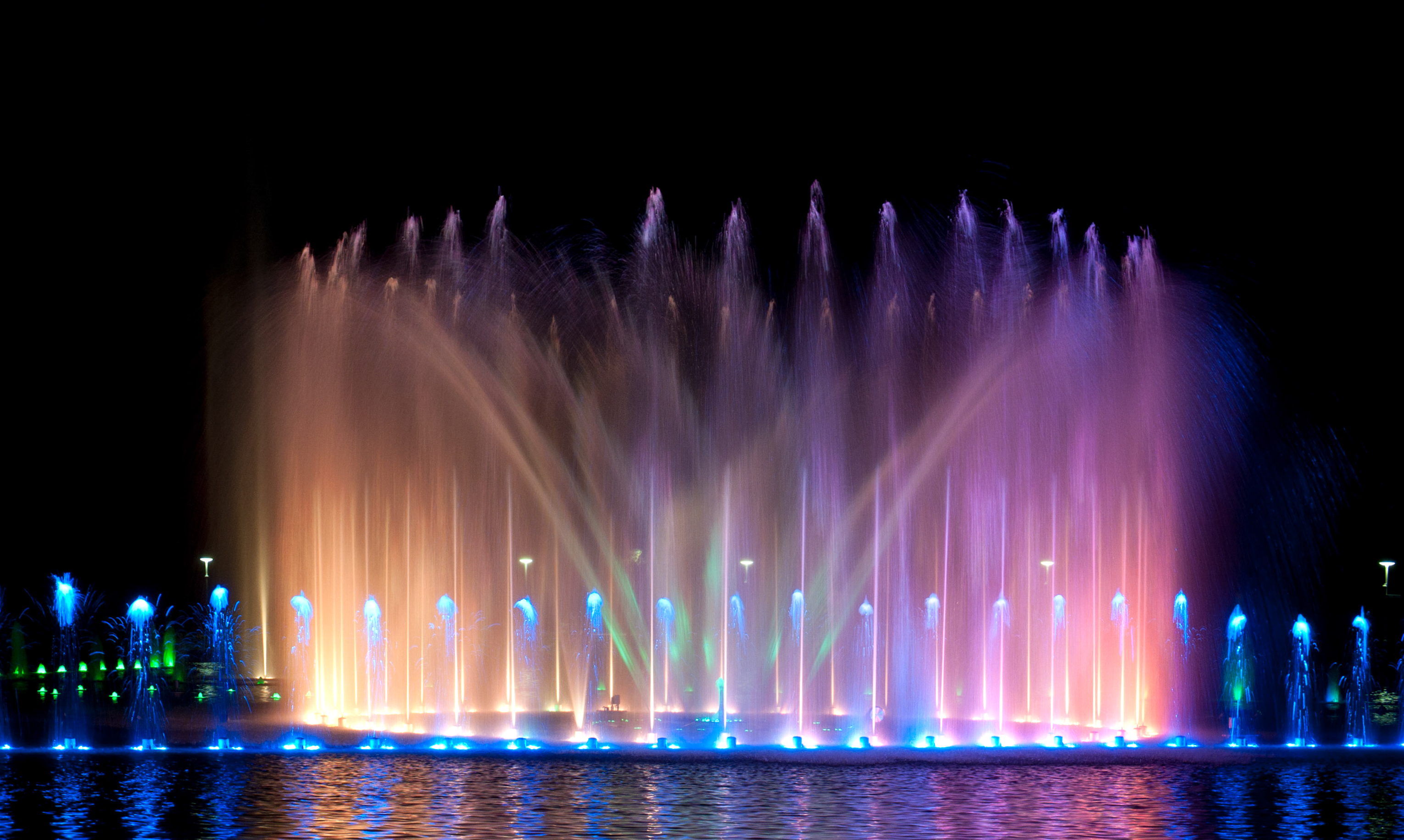
Вроцлавский фонтан
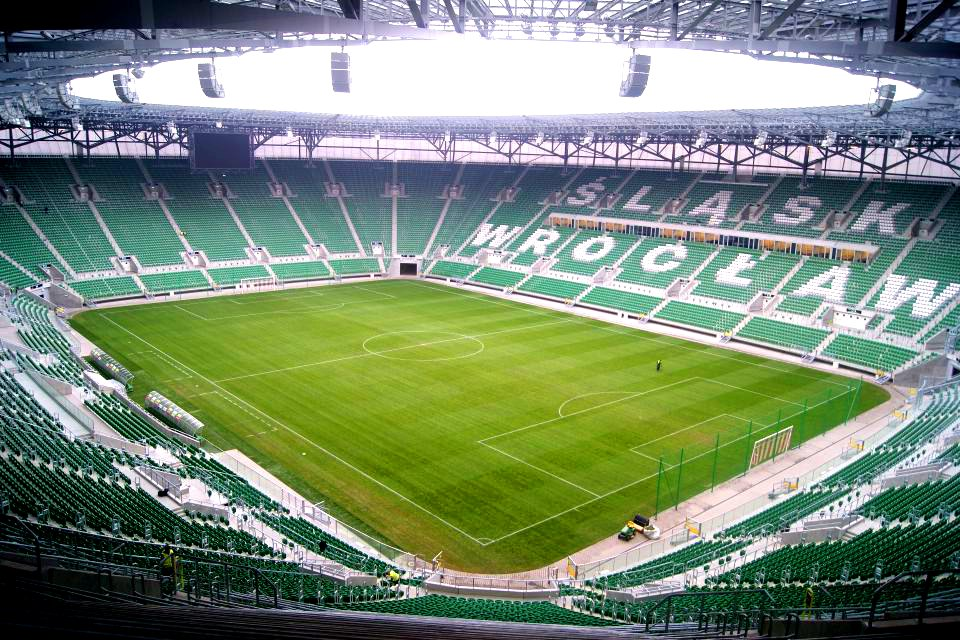
Вроцлавский стадион
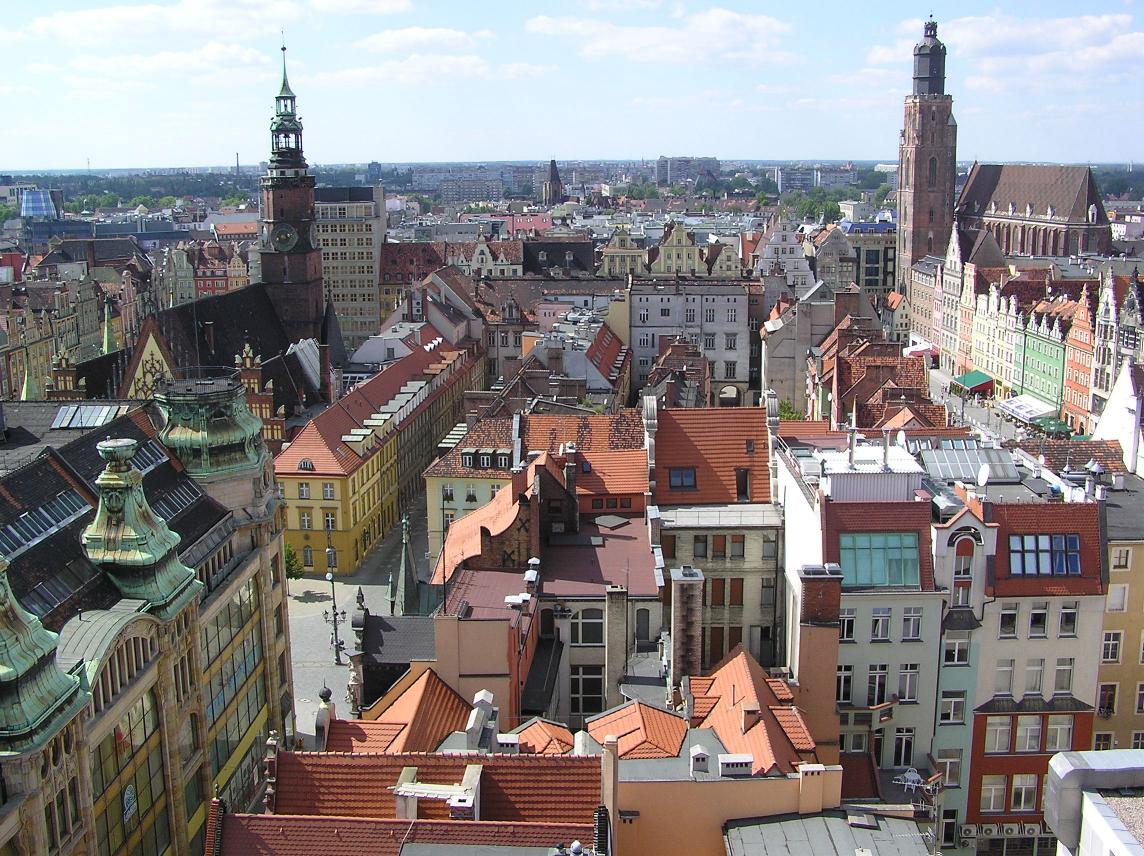
Вроцлав — столица Нижней Силезии
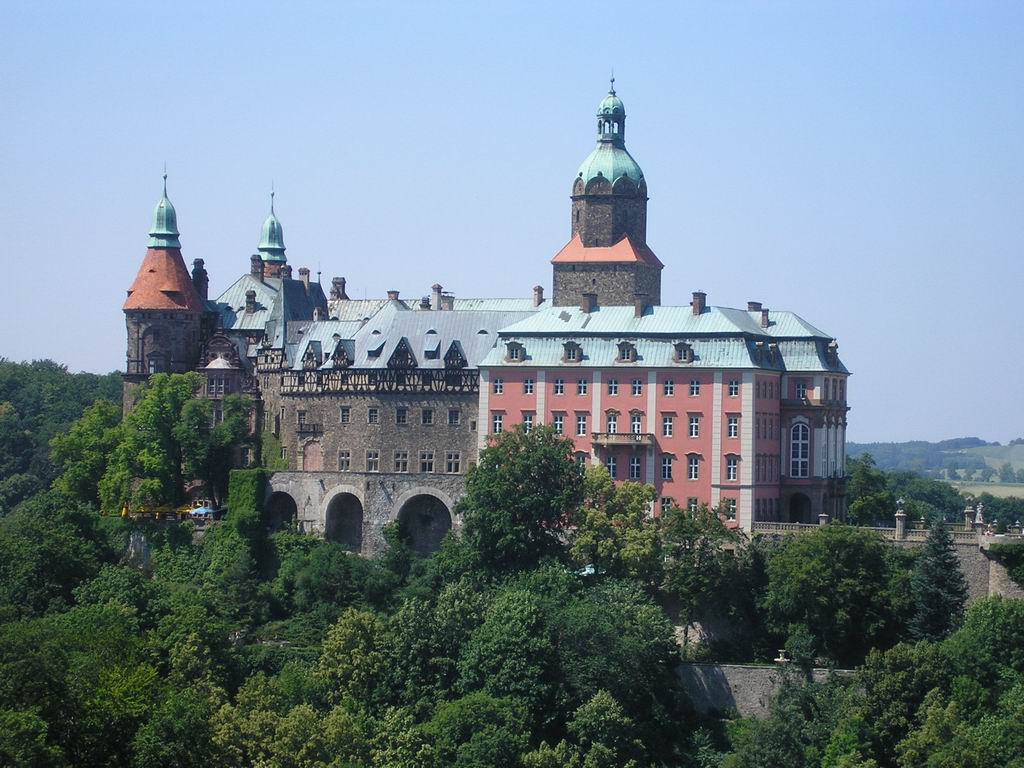
Замок Ксёнж под Валбжихом
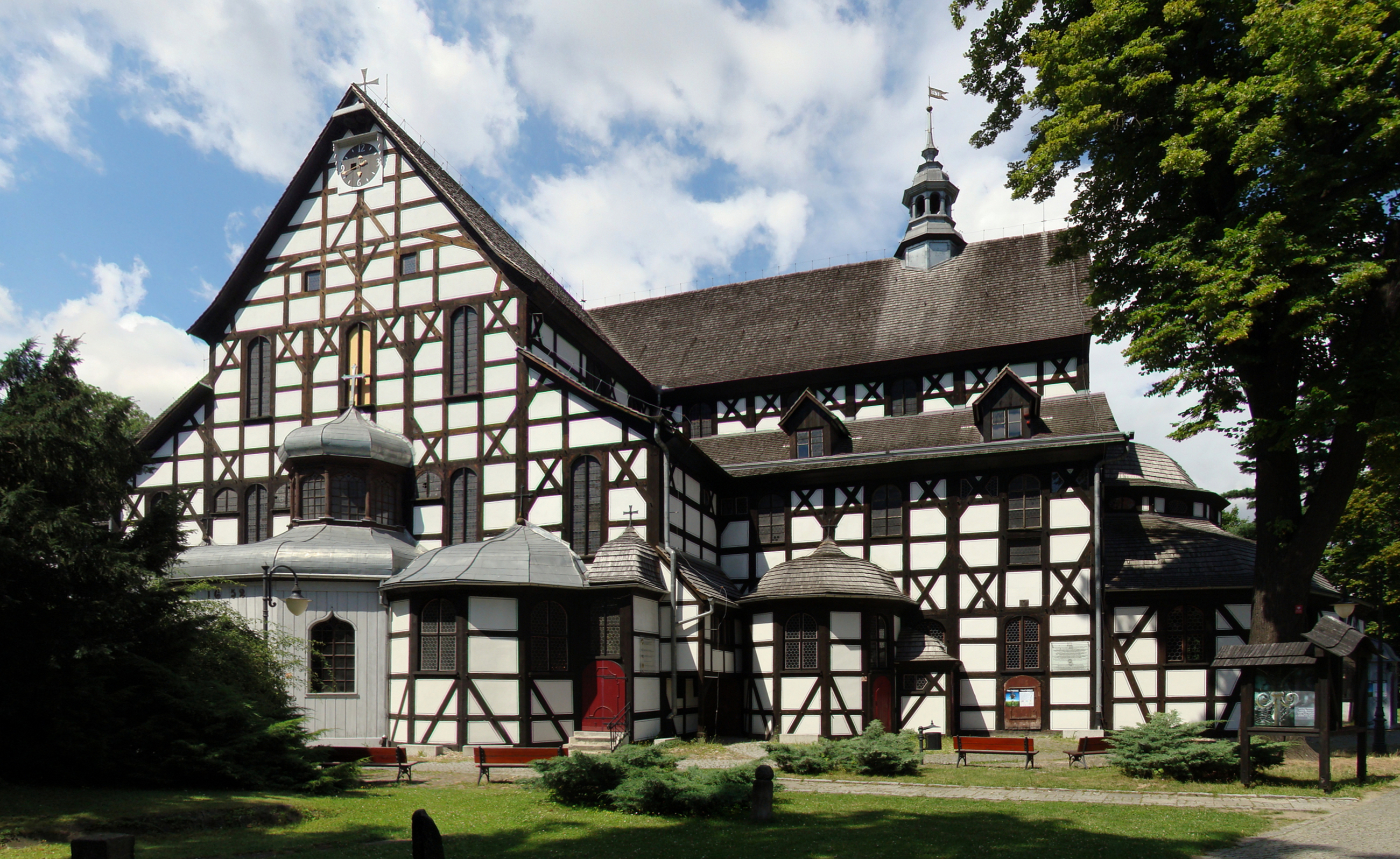
Церкев мира в Свиднице — объекты ЮНЕСКО
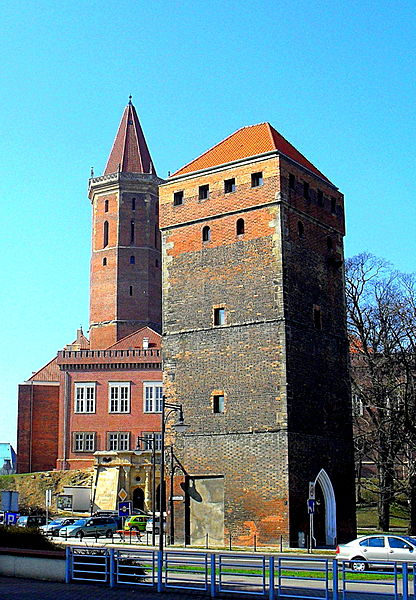
Легница
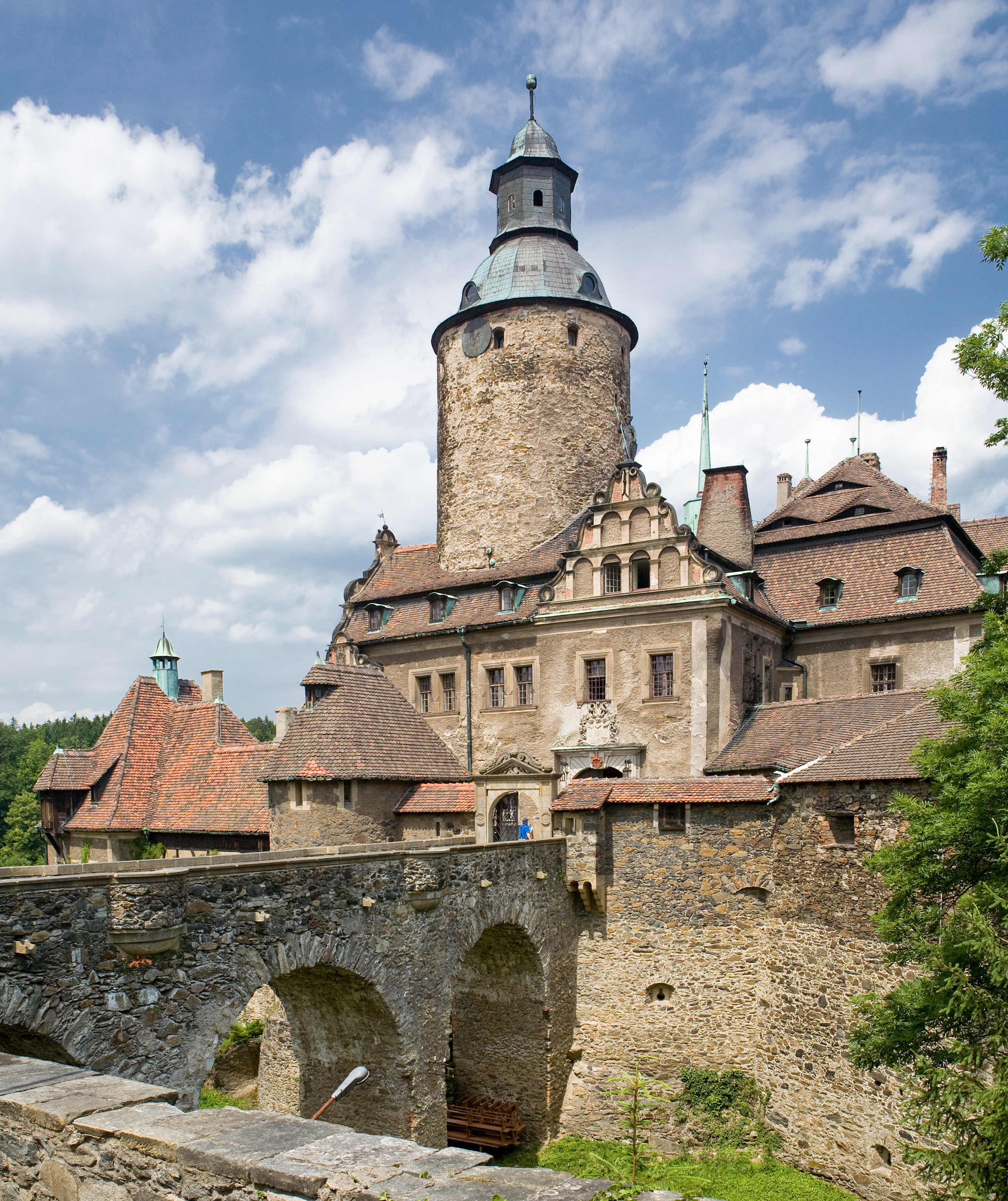
Замок Чоха
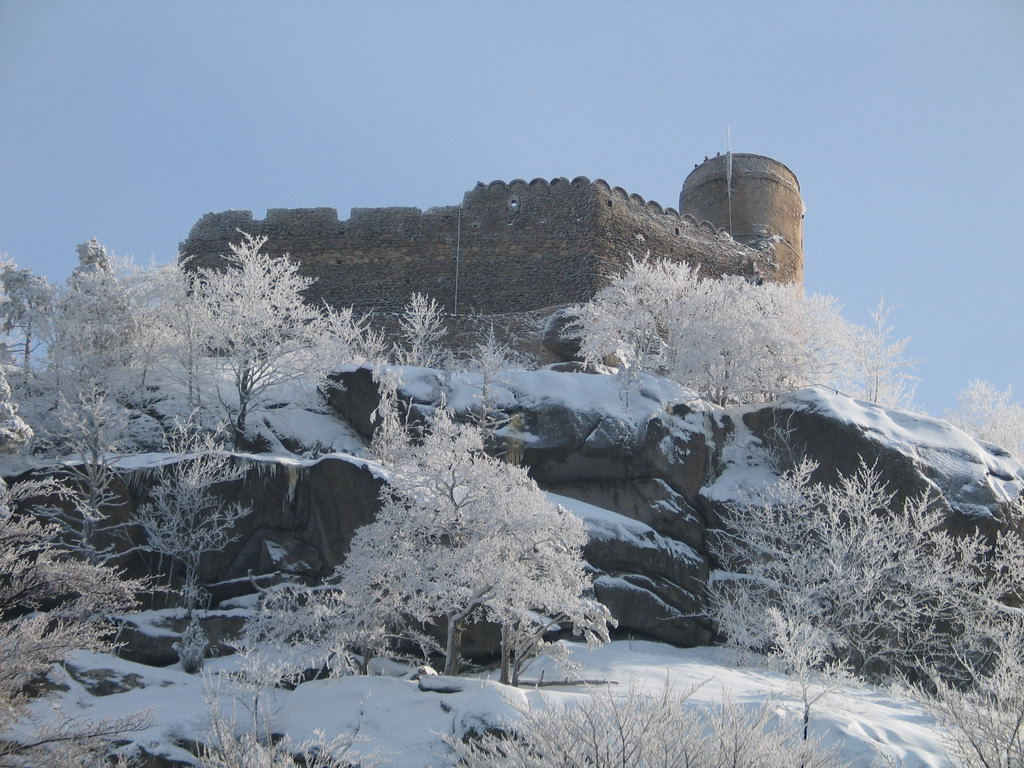
Замок Хойник
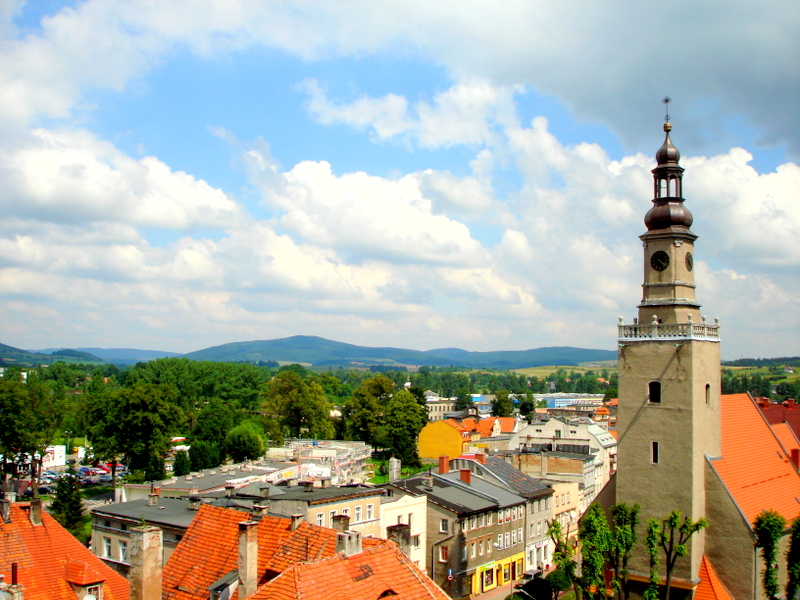
Каменна-Гура